# مانات أذربيجاني

المانات (رمز الآيزو: AZN؛ العلامة: ₼؛ الاختصار: m) هي عملة أذربيجان. وتنقسم إلى 100 قبيك.
ظهرت النسخة الأولى من هذه العملة في عهد جمهورية أذربيجان الديمقراطية وجمهورية أذربيجان الاشتراكية السوفيتية، مع إصدارات بين عامي 1919 و1923. تعرضت العملة لتضخم مفرط، فتم استبدالها في نهاية المطاف بالروبل عبر القوقاز، الذي تحوّل بدوره إلى الروبل السوفيتي.
عند استقلال أذربيجان عن الاتحاد السوفيتي، استبدلت الروبل السوفيتي بالمانات، التي شهدت أيضًا فترة تضخم مرتفع في سنواتها الأولى، مما أدى إلى فقدان العملات المعدنية لقيمتها. المانات الحالي تم طرحه منذ إعادة التسعير في 2006، حين تم استبدال المانات القديم بقيم أقل وتصميم جديد. ويرتبط سعر العملة عادة بالدولار الأمريكي، حيث يبلغ سعر الصرف الحالي حوالي 1.70 ₼ مقابل الدولار الواحد.
في عام 2013، أُضيف رمز المانات إلى معيار يونيكود تحت الرمز U+20BC ₼، وكان يُستخدم قبل ذلك الحرف الصغير m، الذي ما يزال يُستخدم أحيانًا عند عدم توفر الرمز الرسمي.

## المانات الأول
أصدرت جمهورية أذربيجان الديمقراطية وخليفتها جمهورية أذربيجان الاشتراكية السوفيتية عملتهما الخاصة بين عامي 1919 و1923. كانت تسمى العملة المانات (منات) باللغة الأذربيجانية والروبل (рубль) باللغة الروسية، مع كتابة الفئات باللغتين (وأحيانًا بالفرنسية أيضًا) على الأوراق النقدية. استبدل المانات الأول بروبل ما وراء القوقاز واستبدال بالروبل القوقازي الثاني بعد أن أصبحت أذربيجان جزءًا من جمهورية ما وراء القوقاز الاشتراكية السوفيتية.

## المانات الثاني
أصدر المانات الثاني في 15 أغسطس 1992. كان يحمل رمز AZM.

### العملات المعدنية

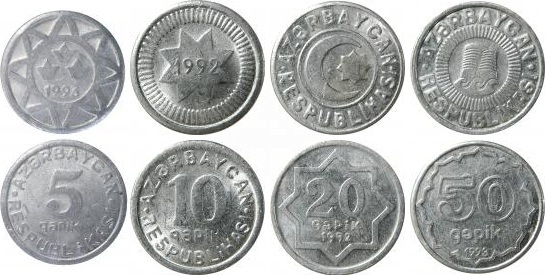
عملات المانات الثاني المعدنية

أصدرت العملات المعدنية من فئات 5 و10 و20 و50 قبيك بتاريخ 1992 و1993. على الرغم من استخدام النحاس الأصفر ونيكل نحاسي في بعض إصدارات عام 1992، إلا أن الإصدارات اللاحقة كانت كلها من الألومنيوم. نادرُا ما كانت تستخدم هذه العملات في التداول.

### الأوراق النقدية
| الصورة | الصورة | القيمة       | الأبعاد | اللون الأساسي      | الوصف                    | الوصف                                           | تاريخ الطباعة |
| الوجه  | الظهر  | القيمة       | الأبعاد | اللون الأساسي      | الوجه                    | الظهر                                           | تاريخ الطباعة |
| ------ | ------ | ------------ | ------- | ------------------ | ------------------------ | ----------------------------------------------- | ------------- |
|        |        | 1 مانات      | 125×63  | وردي               | قلعة الفتاة في باكو      | «AZƏRBAYCAN MİLLİ BANKI» (بنك أذربيجان) والقيمة | 1992          |
|        |        | 1 مانات      | 125×63  | أصفر وأزرق         | قلعة الفتاة في باكو      | «AZƏRBAYCAN MİLLİ BANKI» (بنك أذربيجان) والقيمة | 1993          |
|        |        | 5 مانات      | 125×63  | بني وبنفسجي        | قلعة الفتاة في باكو      | «AZƏRBAYCAN MİLLİ BANKI» (بنك أذربيجان) والقيمة | 1993          |
|        |        | 10 مانات     | 125×63  | بني                | قلعة الفتاة في باكو      | «AZƏRBAYCAN MİLLİ BANKI» (بنك أذربيجان) والقيمة | 1992          |
|        |        | 10 مانات     | 125×63  | شرشيري             | قلعة الفتاة في باكو      | «AZƏRBAYCAN MİLLİ BANKI» (بنك أذربيجان) والقيمة | 1993          |
|        |        | 50 مانات     | 125×63  | أحمر               | قلعة الفتاة في باكو      | «AZƏRBAYCAN MİLLİ BANKI» (بنك أذربيجان) والقيمة | 1993 1999     |
|        |        | 100 مانات    | 125×63  | وردي وأزرق         | قلعة الفتاة في باكو      | «AZƏRBAYCAN MİLLİ BANKI» (بنك أذربيجان) والقيمة | 1993 1999     |
|        |        | 250 مانات    | 125×63  | أخضر               | قلعة الفتاة في باكو      | «AZƏRBAYCAN MİLLİ BANKI» (بنك أذربيجان) والقيمة | 1992 1999     |
|        |        | 500 مانات    | 125×63  | بني وأزرق وبرتقالي | صورة نظامي الكنجوي       | «AZƏRBAYCAN MİLLİ BANKI» (بنك أذربيجان) والقيمة | 1993 1999     |
|        |        | 1,000 مانات  | 125×63  | بني وأزرق          | صورة محمد أمين رسول زاده | «AZƏRBAYCAN MİLLİ BANKI» (بنك أذربيجان) والقيمة | 1993 1999     |
|        |        | 1,000 مانات  | 125×63  | أزرق               | استخراج النفط            | «AZƏRBAYCAN MİLLİ BANKI» (بنك أذربيجان) والقيمة | 2001          |
|        |        | 10,000 مانات | 130×65  | بني                | قصر الشروانشاهيين        | «AZƏRBAYCAN MİLLİ BANKI» (بنك أذربيجان) والقيمة | 1994          |
|        |        | 50,000 مانات | 132×66  | أخضر               | ضريح مؤمنة خاتون         | «AZƏRBAYCAN MİLLİ BANKI» (بنك أذربيجان) والقيمة | 1995          |

## المانات الثالث
أصدر مانات جديد (كود: AZN) في 1 يناير 2006 بمعدل 1 مانات جديد إلى 5000 مانات قديم. ظل المانات السابق (كود: AZM) قيد الاستخدام حتى 31 ديسمبر 2006.

### العملات المعدنية
العملات المعدنية الحالية هي 1 و3 و5 و10 و20 و50 قبيك. طرحت العملات المعدنية للتداول في يناير 2006.
| الصورة | الصورة | القيمة  | المعايير الفنية | المعايير الفنية | المعايير الفنية                                           | الوصف                           | الوصف                              | الوصف                                 |
| الوجه  | الظهر  | القيمة  | القطر           | الوزن           | التكوين                                                   | الحافة                          | الوجه                              | الظهر                                 |
| ------ | ------ | ------- | --------------- | --------------- | --------------------------------------------------------- | ------------------------------- | ---------------------------------- | ------------------------------------- |
|        |        | 1 قبيك  | 16.25 ملم       | 2.8 جرام        | نحاس مغطى بالفولاذ                                        | أملس                            | خريطة أذربيجان واسم الدولة والقيمة | آلات موسيقية تقليدية والفئة           |
|        |        | 3 قبيك  | 18 ملم          | 3.45 جرام       | نحاس مغطى بالفولاذ                                        | أملس                            | خريطة أذربيجان واسم الدولة والقيمة | كتاب وريشة والفئة                     |
|        |        | 5 قبيك  | 19.75 ملم       | 4.85 جرام       | نحاس مغطى بالفولاذ                                        | مقصب                            | خريطة أذربيجان واسم الدولة والقيمة | قلعة الفتاة والفئة                    |
|        |        | 10 قبيك | 22.25 ملم       | 5.1 جرام        | نحاس أصفر مغطى بالفولاذ                                   | أملس مع سبع أخاديد              | خريطة أذربيجان واسم الدولة والقيمة | خوذة عسكرية في مرتفعات قره باغ والفئة |
|        |        | 20 قبيك | 24.25 ملم       | 6.6 جرام        | نحاس أصفر مغطى بالفولاذ                                   | مقصب جزئيًا                      | خريطة أذربيجان واسم الدولة والقيمة | سلم حلزوني ورموز هندسية والفئة        |
|        |        | 50 قبيك | 25.5 ملم        | 7.7 جرام        | نحاس أصفرمغطى بالفولاذ في المركز، وحلقة فولاذ مقاوم للصدأ | كتابة (AZƏRBAYCAN RESPUBLIKASI) | خريطة أذربيجان واسم الدولة والقيمة | بئرا نفط والفئة                       |

### الأوراق النقدية
الأوراق النقدية المتداولة هي 1 و5 و10 و20 و50 و100 و200 و500 مانات. صممها مصمم الأوراق النقدية النمساوي روبرت كالينا. غيير اسم Azərbaycan Milli Bankı (البنك الوطني الأذربيجاني) إلى Azərbaycan Respublikasının Mərkəzi Bankı (البنك المركزي الأذربيجاني) في عام 2009.
أصدرت ورقة نقدية بقيمة 200 مانات في عام 2018 لإحياء ذكرى مرور 95 عامًا على ميلاد حيدر علييف.
أصدرت أوراق 1 و5 و50 مانات المعاد تصميمها في عام 2021، مع الحفاظ على نفس الأشكال ولكن بتصميمات محدثة. أصدرت ورقة نقدية تذكارية جديدة بقيمة 500 مانات في عام 2021.

#### سلسلة 2005
| الصورة | الصورة | القيمة    | الأبعاد      | اللون الأساسي | الوصف                                                                                        | الوصف                        | تاريخ الإصدار |
| الوجه  | الظهر  | القيمة    | الأبعاد      | اللون الأساسي | الوجه                                                                                        | الظهر                        | تاريخ الإصدار |
| ------ | ------ | --------- | ------------ | ------------- | -------------------------------------------------------------------------------------------- | ---------------------------- | ------------- |
|        |        | 1 مانات   | 120 × 70 ملم | بيج           | آلات الموسيقى الشعبية الأذربيجانية (دف وكمنجة وتار)                                          | خريطة أذربيجان وخريطة أوروبا | 2005          |
|        |        | 1 مانات   | 120 × 70 ملم | بيج           | آلات الموسيقى الشعبية الأذربيجانية (دف وكمنجة وتار)                                          | خريطة أذربيجان وخريطة أوروبا | 2009, 2017    |
|        |        | 5 مانات   | 127 × 70 ملم | برتقالي       | كتاب وشعراء أذربيجانيون، مع مقتطفات من النشيد الوطني                                         | خريطة أذربيجان وخريطة أوروبا | 2005          |
|        |        | 5 مانات   | 127 × 70 ملم | برتقالي       | كتاب وشعراء أذربيجانيون، مع مقتطفات من النشيد الوطني                                         | خريطة أذربيجان وخريطة أوروبا | 2009, 2017    |
|        |        | 10 مانات  | 134 × 70 ملم | شرشيري        | باكو القديمة وقصر الشروانشاهيين وقلعة الفتاة على خلفية جدار إيشيري شاهر                      | خريطة أذربيجان وخريطة أوروبا | 2005          |
|        |        | 10 مانات  | 134 × 70 ملم | شرشيري        | باكو القديمة وقصر الشروانشاهيين وقلعة الفتاة على خلفية جدار إيشيري شاهر                      | خريطة أذربيجان وخريطة أوروبا | 2018          |
|        |        | 20 مانات  | 141 × 70 ملم | أخضر          | سيف وخوذة ودرع                                                                               | خريطة أذربيجان وخريطة أوروبا | 2005          |
|        |        | 50 مانات  | 148 × 70 ملم | أصفر          | شباب وسلالم (رمز للتقدم) والشمس (رمز للقوة والضوء) ورموز الكيميائية والرياضية (علامات علمية) | خريطة أذربيجان وخريطة أوروبا | 2005          |
|        |        | 100 مانات | 155 × 70 ملم | خبازي         | رموز المعمارية من العصور القديمة حتى اليوم، ورمز المانات ورموز النمو الاقتصادي               | خريطة أذربيجان وخريطة أوروبا | 2005          |
|        |        | 100 مانات | 155 × 70 ملم | خبازي         | رموز المعمارية من العصور القديمة حتى اليوم، ورمز المانات ورموز النمو الاقتصادي               | خريطة أذربيجان وخريطة أوروبا | 2013          |
|        |        | 200 مانات | 160 × 70 ملم | أزرق          | مركز حيدر علييف، باكو                                                                        | خريطة أذربيجان وخريطة أوروبا | 2018          |

#### تجديد 2020
| الصورة | الصورة | القيمة                   | الأبعاد      | اللون الأساسي   | الوصف                                                                                        | الوصف                  | تاريخ الإصدار |
| الوجه  | الظهر  | القيمة                   | الأبعاد      | اللون الأساسي   | الوجه                                                                                        | الظهر                  | تاريخ الإصدار |
| ------ | ------ | ------------------------ | ------------ | --------------- | -------------------------------------------------------------------------------------------- | ---------------------- | ------------- |
|        |        | 1 مانات                  | 120 × 70 ملم | بيج             | آلات الموسيقى الشعبية الأذربيجانية (دف وكمنجة وتار)                                          | خريطة أذربيجان         | 2020          |
|        |        | 5 مانات                  | 127 × 70 ملم | برتقالي         | كتاب وشعراء أذربيجانيون، مع مقتطفات من النشيد الوطني                                         | خريطة أذربيجان         | 2020          |
|        |        | 10 مانات                 | 134 × 70 ملم | شرشيري          | باكو القديمة وقصر الشروانشاهيين وقلعة الفتاة على خلفية جدار إيشيري شاهر                      | خريطة أذربيجان         | 2022          |
|        |        | 20 مانات                 | 141 × 70 ملم | أخضر            | سيف وخوذة ودرع                                                                               | خريطة أذربيجان         | 2022          |
|        |        | 50 مانات                 | 148 × 70 ملم | أصفر وبني       | شباب وسلالم (رمز للتقدم) والشمس (رمز للقوة والضوء) ورموز الكيميائية والرياضية (علامات علمية) | خريطة أذربيجان         | 2020          |
|        |        | 500 مانات (عملة تذكارية) | 165 × 70 ملم | بني وأحمر وأخضر | خشخاش وجسور خودافارين                                                                        | ضريح واقيف، حصن آسكران | 2021          |

## وصلات خارجية
- الأوراق النقدية من أذربيجان (بالإنجليزية) (بالألمانية)

```
(بالفرنسية)
```